# Adolf von Deines (général, 1852)
Ne doit pas être confondu avec Adolf von Deines (général, 1845).

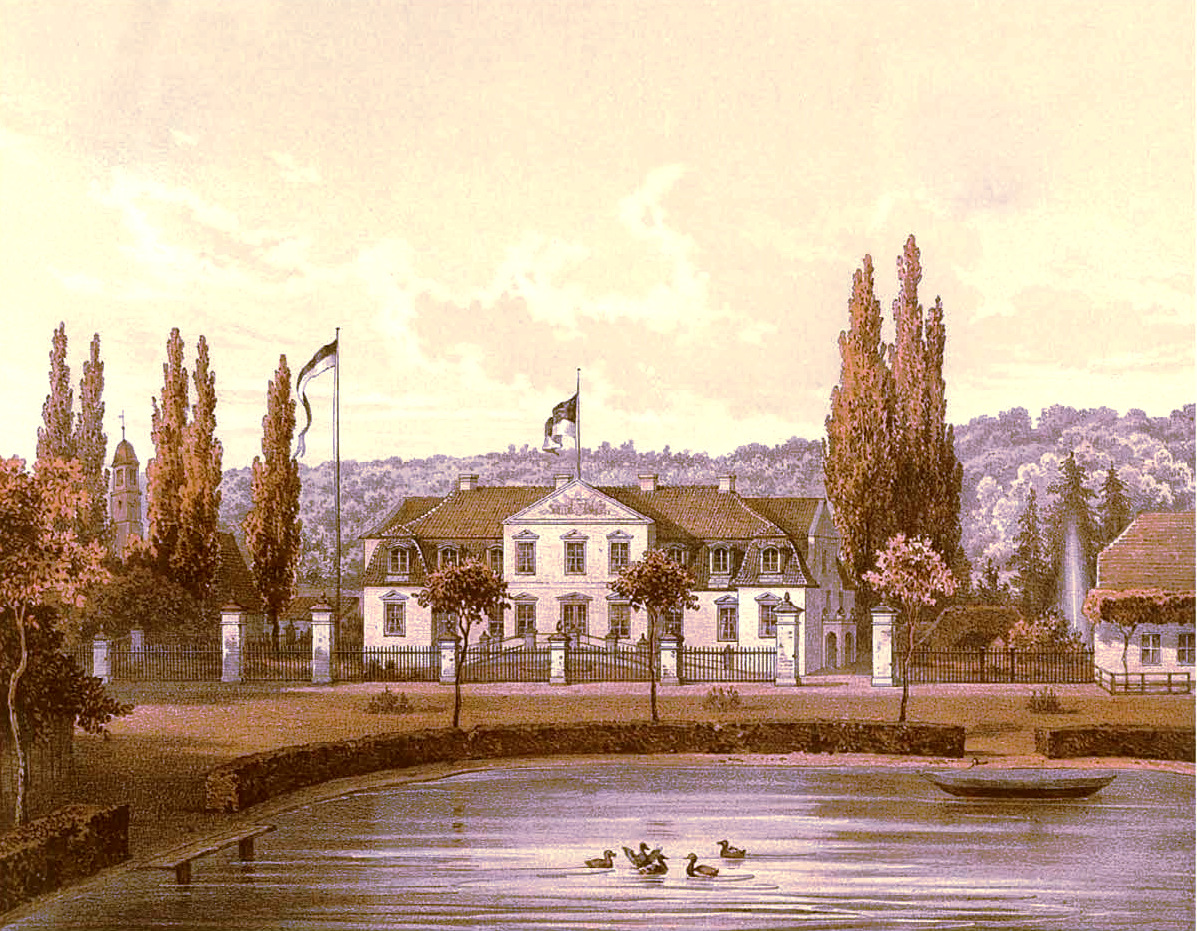
Manoir de Cadinen vers 1860, Collection Duncker

Gustav Adolf Deines, depuis 1910 von Deines (né le 10 mars 1852 à Hanau et mort le 30 mai 1914 à Halensee) est un général d'artillerie prussien.

## Biographie

### Origine
Adolf est le fils du conseiller commercial Otto Deines (1824-1886) et de sa femme Friederike Karoline, née Textor (1827-1885). Son père est propriétaire d'une pépinière artistique et commerciale.

### Carrière militaire
Après la Haute école d'État d'Hanau (de), il s'engage le 29 mars 1870 comme volontaire de trois ans (de) dans le 8e régiment d'artillerie de forteresse rhénan à Sarrelouis et participe en 1870/71 pendant la guerre contre la France aux batailles de Saint-Privat, Beaumont, à la Hallue et au siège de Metz. Promu sous-lieutenant le 1er mars 1872, il étudie à l'école combinée d'artillerie et du génie de 1877 à 1880 et sert à Potsdam comme officier d'état-major dans le Grand État-Major à partir de 1881, où il est temporairement chef de la division "Fortifications étrangères ouest".
De 1894 à 1896, Deines est commandant du régiment d'artillerie à pied de la Garde à Spandau de 1894 à 1896 en tant que major. De 1901 à 1903, il est chef de la 4e division "Fortifications étrangères ouest" au sein du Grand état-major général. Fin janvier 1906, Deines est nommé haut quartier-maître dans le grand état-major général et à ce poste est promu lieutenant général à la mi-octobre 1906. À l'occasion de la fête de l'Ordre, Deines reçoit en janvier 1909 l'étoile de l'ordre de l'Aigle rouge de 2e classe avec feuilles de chêne. Par ordre du cabinet le plus élevé, Deines est élevé à la noblesse prussienne héréditaire le 8 octobre 1910 au manoir de Cadinen avec diplôme du 18 octobre 1910 à Potsdam (Nouveau Palais). Avec l'attribution de l'ordre de la Couronne de 1re classe, il est mis à disposition le 22 novembre 1910 avec le caractère de général d'artillerie avec la pension légale.
Deines est considéré comme un spécialiste de la guerre de forteresse et comme le créateur de l'artillerie lourde. Il réforme fondamentalement l'artillerie, passant de l'artillerie de forteresse à l'artillerie de l'armée de campagne, et joue un rôle déterminant dans l'élaboration du règlement de service Kampf um Festungen.
Comme son grand mécène, le général Alfred von Schlieffen, il a, dans ses dernières années, mis en garde l'empereur Guillaume II et l'état-major général contre la puissance des fortifications françaises et prédit le déroulement réel de la Première Guerre mondiale, qui a éclaté quelques mois après sa mort et dans laquelle sa création, l'artillerie lourde, va jouer un rôle décisif.
Deines est considéré comme un grand connaisseur des œuvres de Goethe, auquel il est parent éloigné du côté de sa mère, et travaille déjà sur sa thèse sur l'œuvre du poète lorsqu'il meurt subitement et inopinément d'une crise cardiaque à son domicile de Dahlem. Il est enterré au cimetière de Halensee près de Berlin.
Il ne doit pas être confondu avec le General der Kavallerie Adolf von Deines (1845-1911), général commandant du 8e corps d'armée à Coblence.

### Famille
Le 29 septembre 1888, il se marie à Schöneberg avec Ida Poppe (1862-1939). De leur mariage sont nés leurs fils Ortwin (1889-1935, chimiste) et Eckart (1892-1967, conseiller au tribunal régional) ainsi que leurs filles Caroline (1896-1938) et Helga (1898-1958). Helga est mariée au directeur du Jardin zoologique de Berlin, Lutz Heck.

## Honneurs
Après sa mort, dans la zone de la caserne de Spandau, la Deinsstraße porte son nom, qui est cependant recouverte par des installations militaires de la Wehrmacht agrandie avant le début de la Seconde Guerre mondiale. Aujourd'hui, il y a encore la caserne Deins-Bruchmüller (de) à Lahnstein.